# Yorkshire pudding

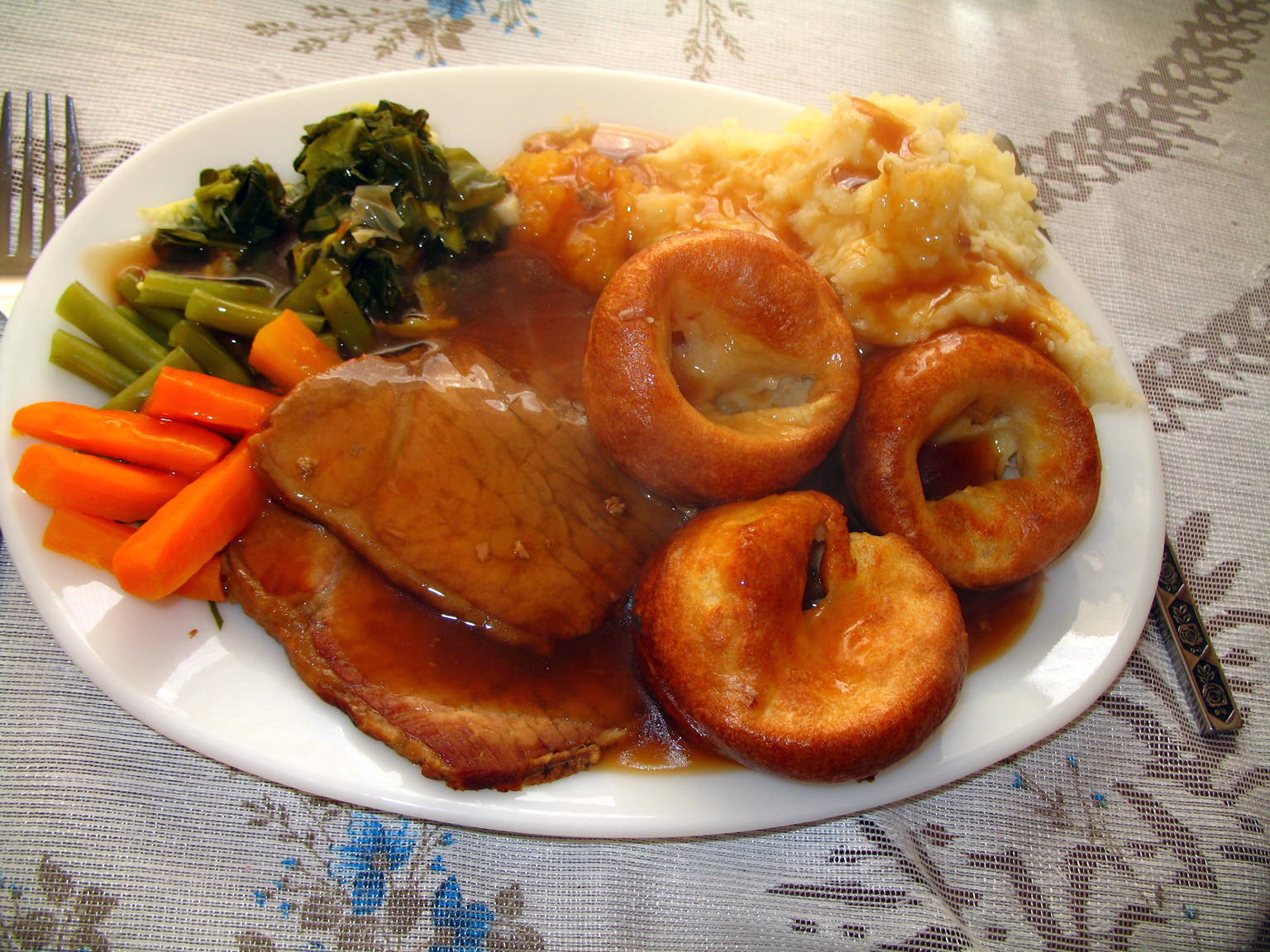
Mini Yorkshire puddingok, a hagyományos brit Sunday roast részeként tálalva

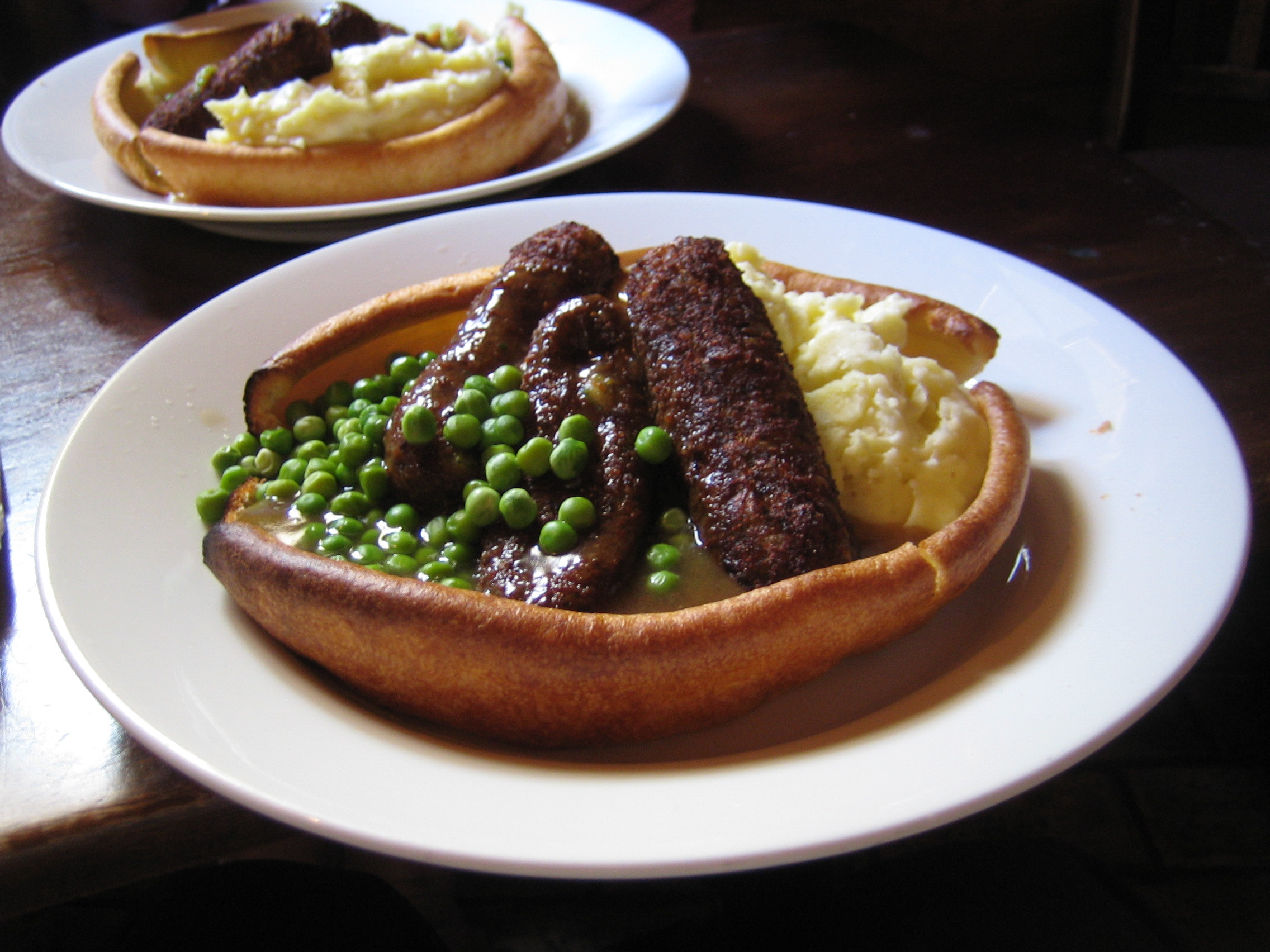
Kolbász, burgonyapüré, Yorkshire pudding, borsóval és húslével

A Yorkshire pudding tipikus brit étel. Beceneve yorky. Mint köretet, leginkább sültek (steak) mellé eszik valamilyen zöldséggel, tormaszósszal és sült burgonyával, ám édességként is fogyasztható lekvárral vagy csokoládészósszal leöntve. Voltaképpen nem pudingról van szó, hanem egy palacsintaszerű tésztából készült sós felfújtról, amit sült hús szaftjából készült mártással öntenek le.

## Hozzávalók[2]
margarin / vaj (a sütőforma kikenéséhez - többek között - muffinsütőt használnak)

55 g fehér liszt

1 db tojás

150 ml tej

## Elkészítése[2]
A sütő 220°C-ra történő előmelegítése után 6 muffinformát kikenünk margarinnal vagy  vajjal (mielőtt beleöntenénk a tésztát, egy kicsit melegítsük fel a sütőben). A többi hozzávalót jól dolgozzuk össze. Formákba önjük és 10 – 15 percig sütjük, amíg arany barnára nem sül.

## Története[3]
Az angolok évszázadokon óta kedvelték a dripping puddingot, amely különösen népszerű volt Yorkshire tartományban, ezért is keresztelték át a nevét Yorkshire puddingra a 18. század végén. Mivel húst régen ritkán és keveset ettek az angolok, különösen a szegényebbek, ezért a vasárnapi ebéd vált a hét főétkezésévé, a húsételt pedig sunday roastnak nevezték. Bár eredetileg külön étel volt, az angol marhasült (roast beef) ma már szinte  elképzelhetetlen Yorkshire pudding nélkül.
A Yorkshire puddingot eredetileg előételként fogyasztották, a hús sütéséből maradt szafttal leöntve. Ennek az elfogyasztása a  telítettség érzetét keltette, ennek következtében  kevesebbet ettek a húsból és zöldségekből álló főételből. A pudding maradékát desszertként hasznosították, és lekvárral, kompóttal vagy vaníliakrémmel tálalták.

## Képgaléria

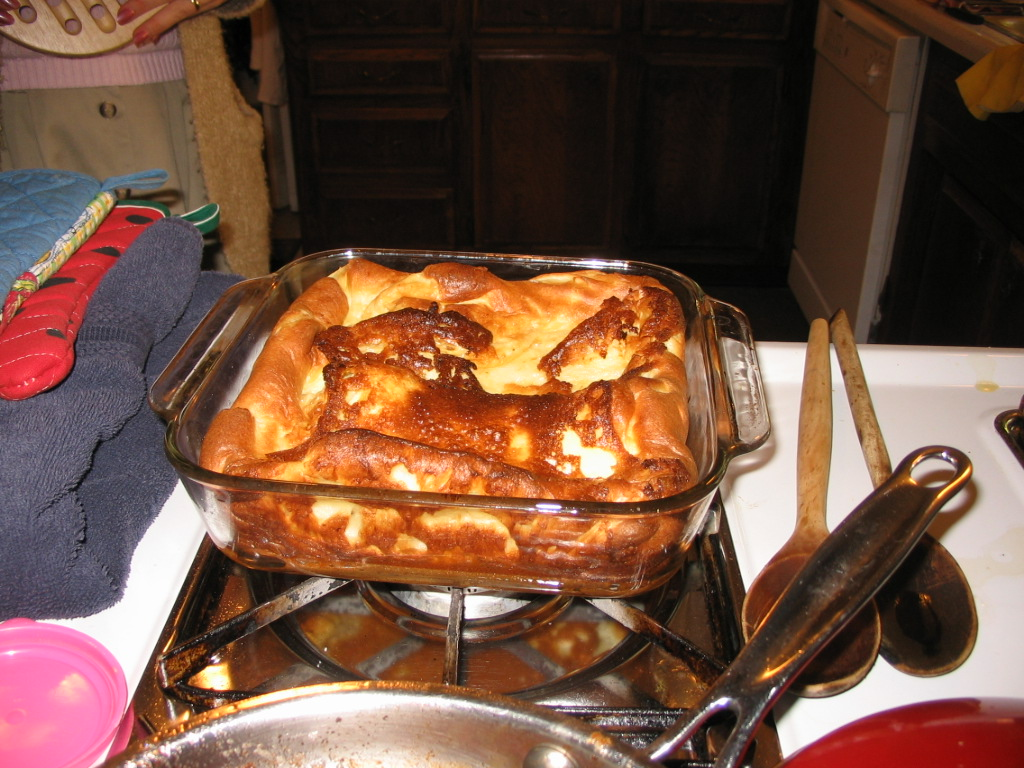
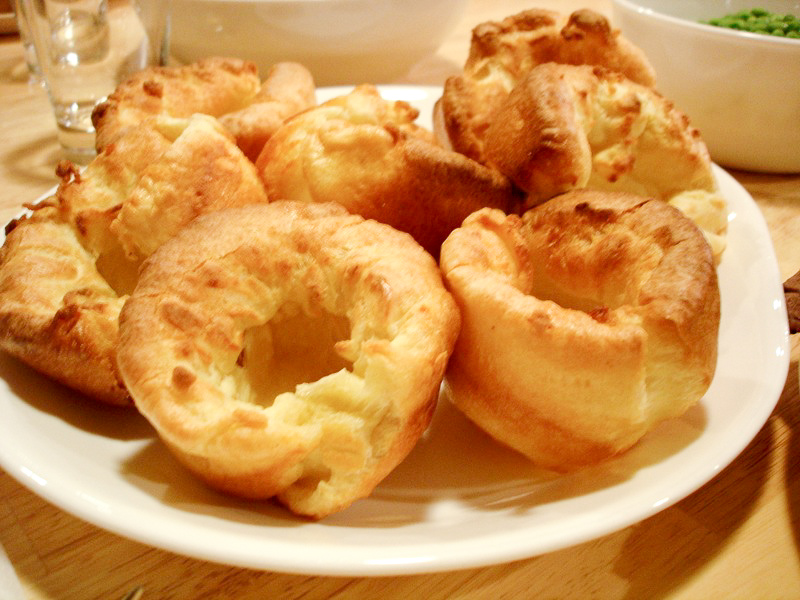
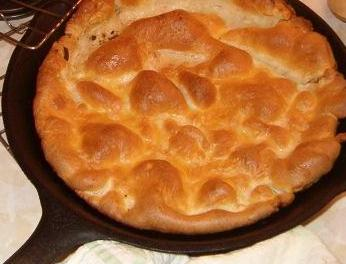
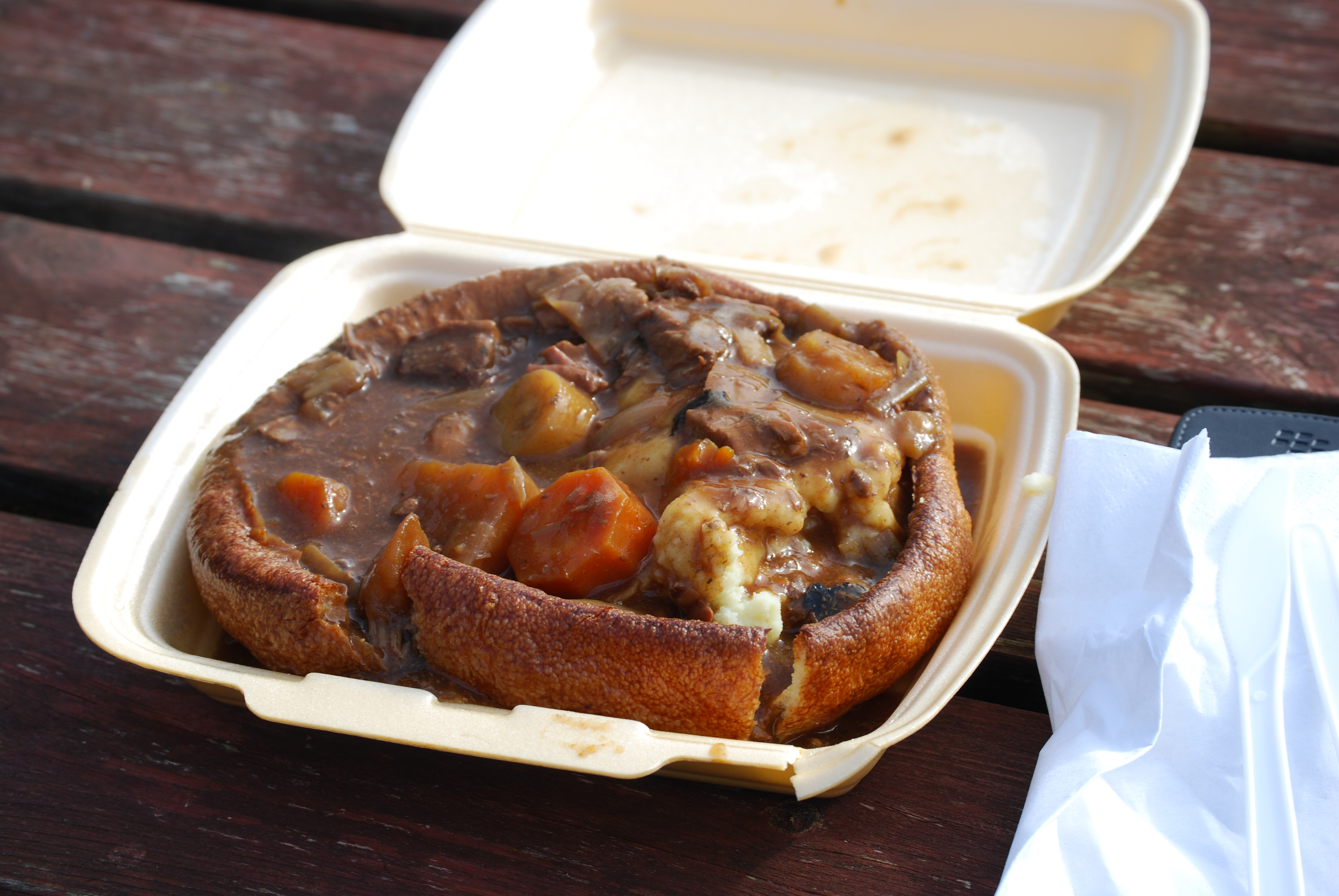
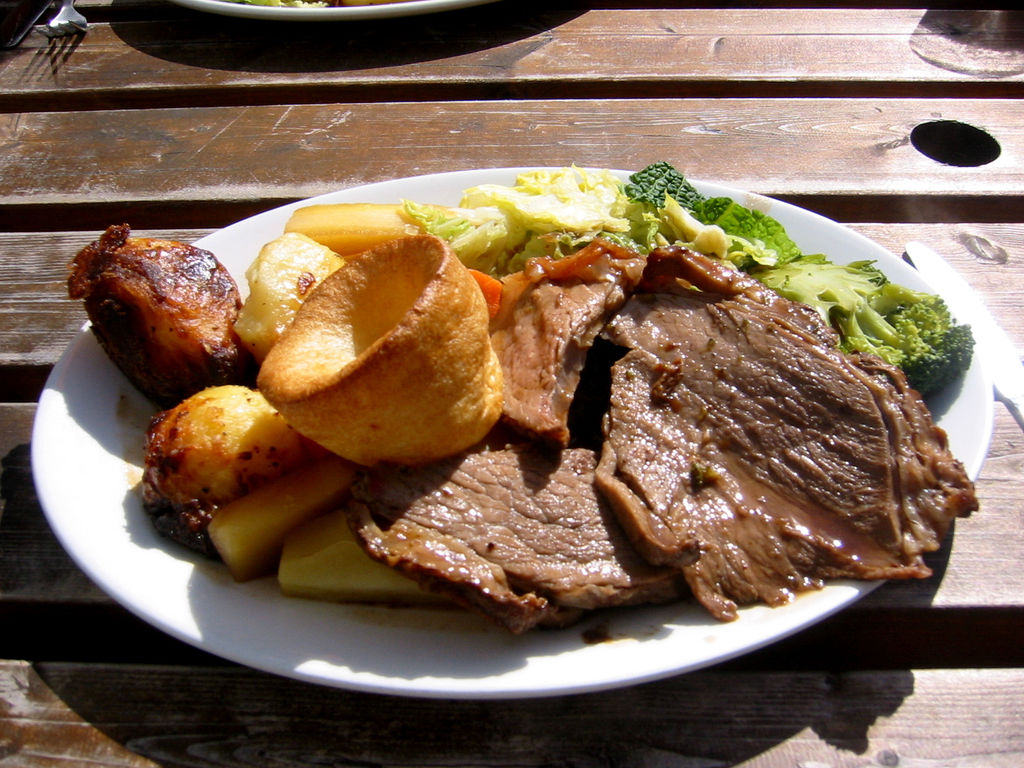
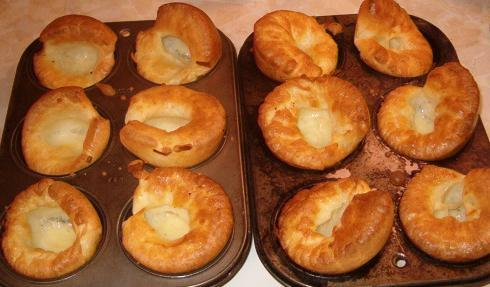
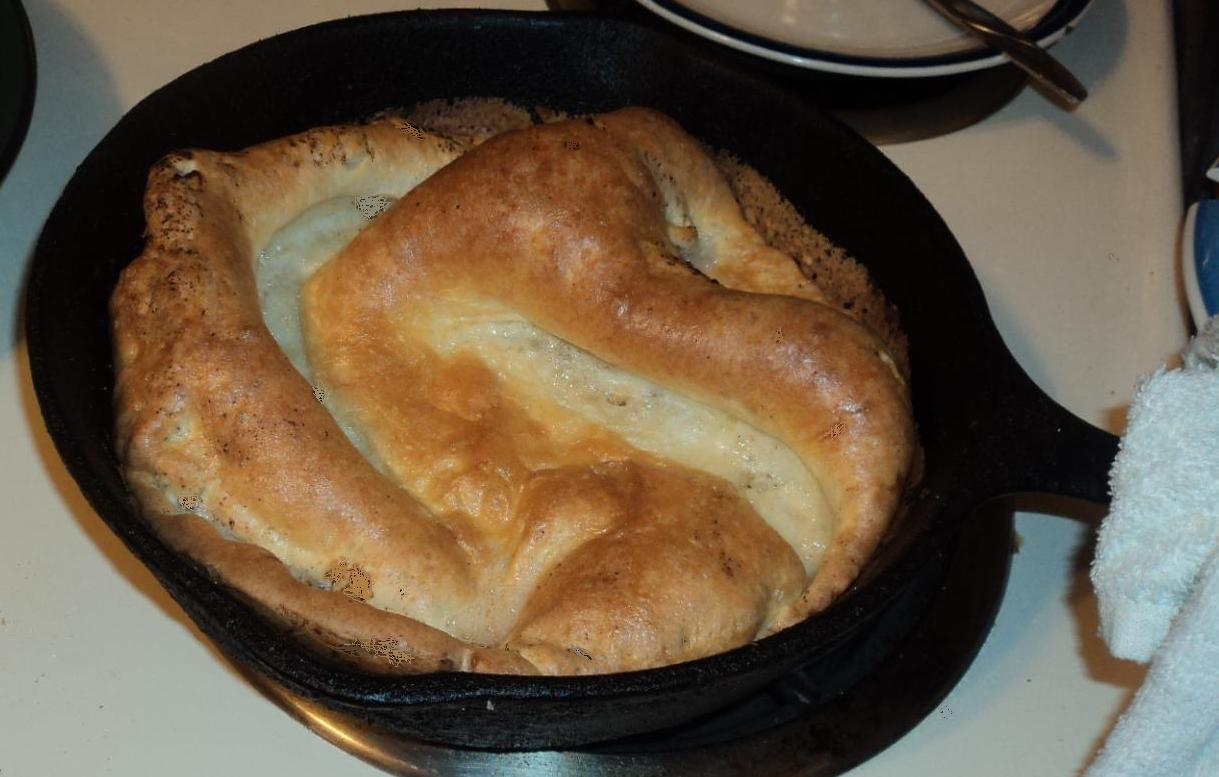
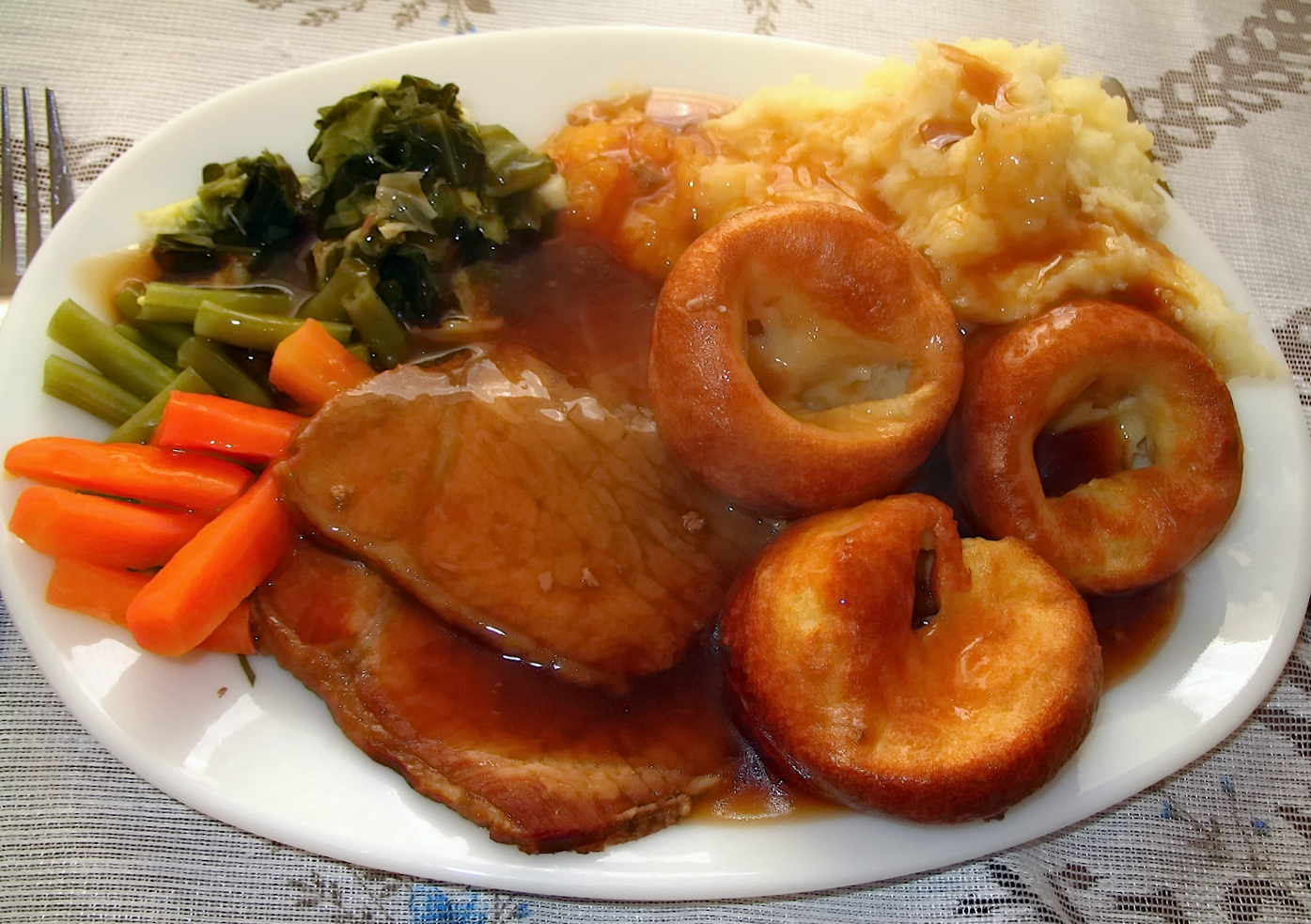
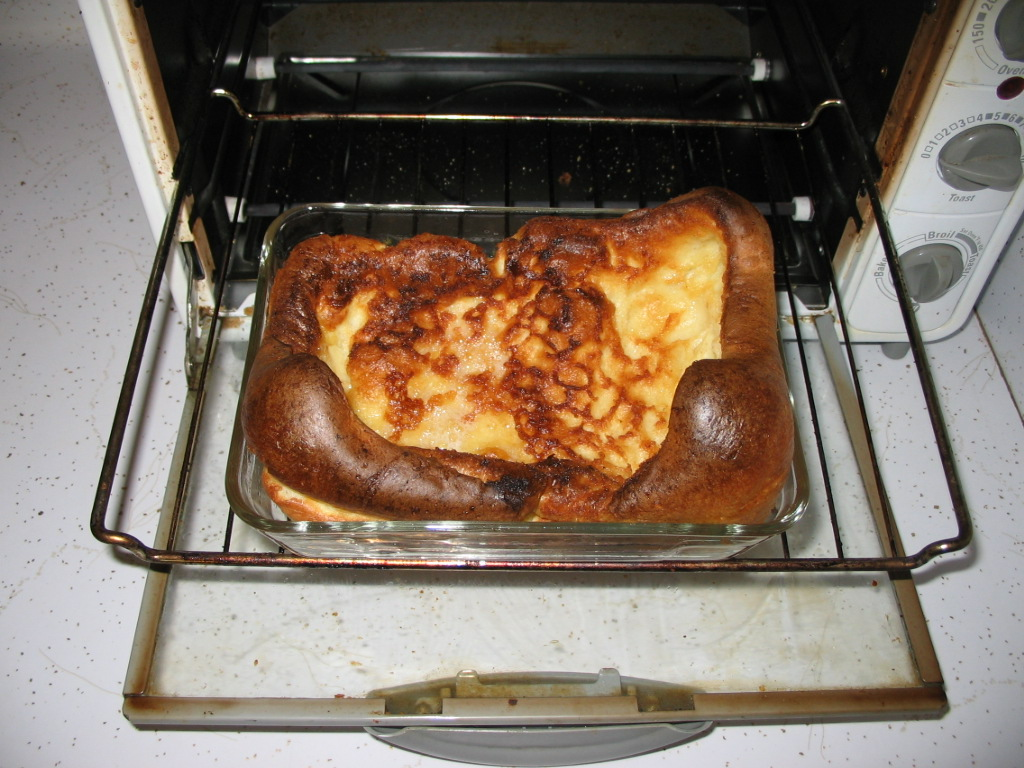
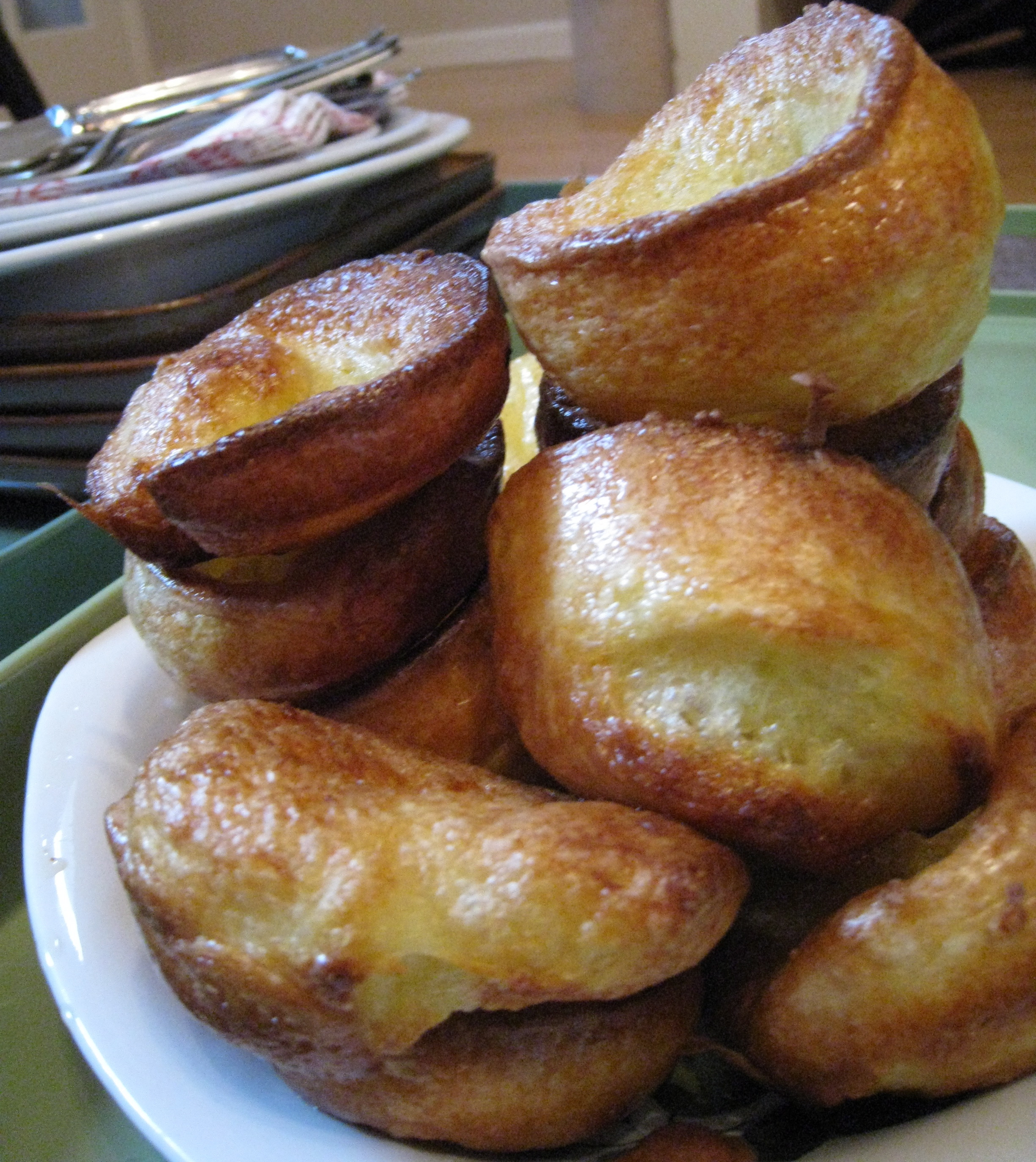
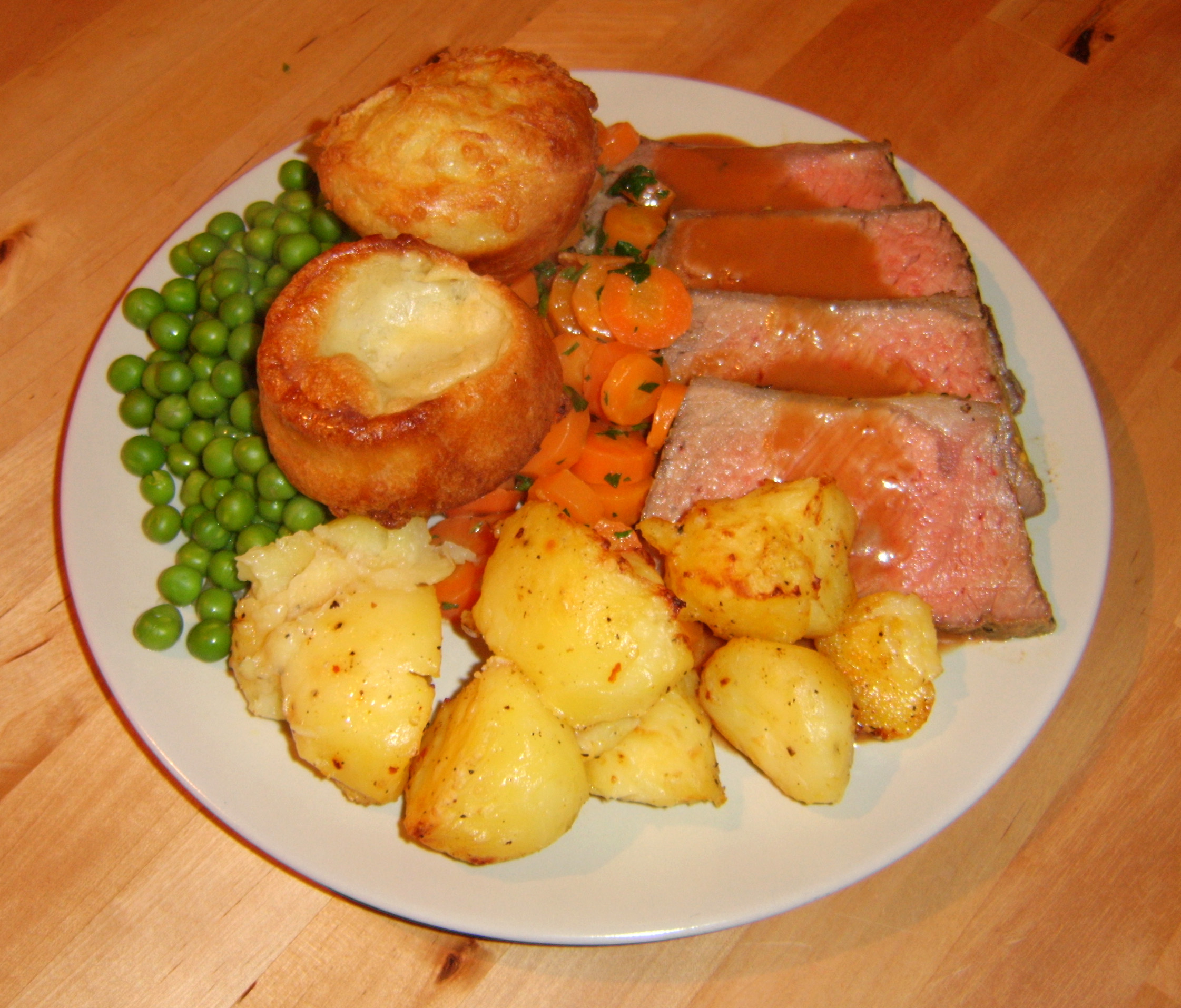
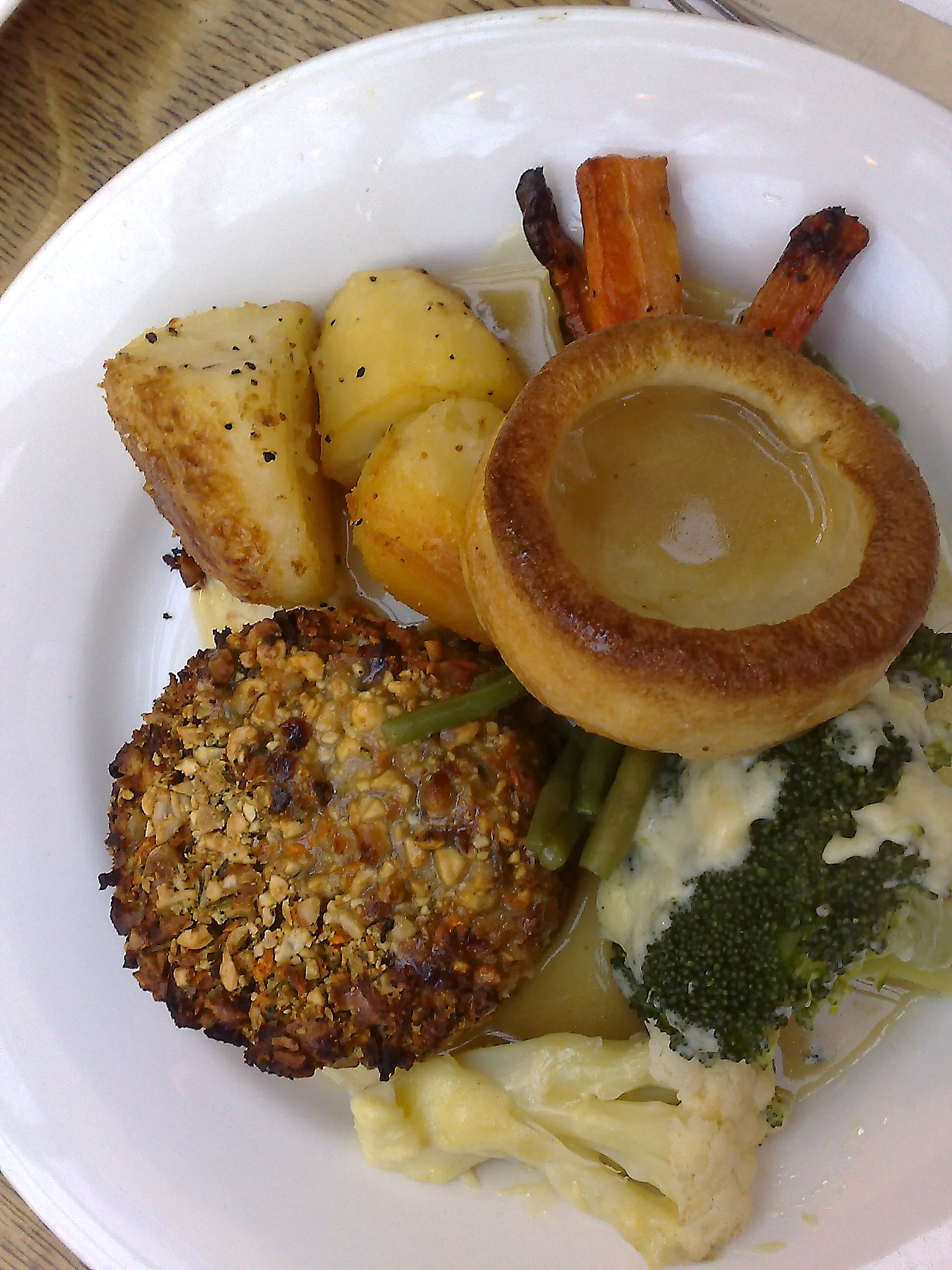
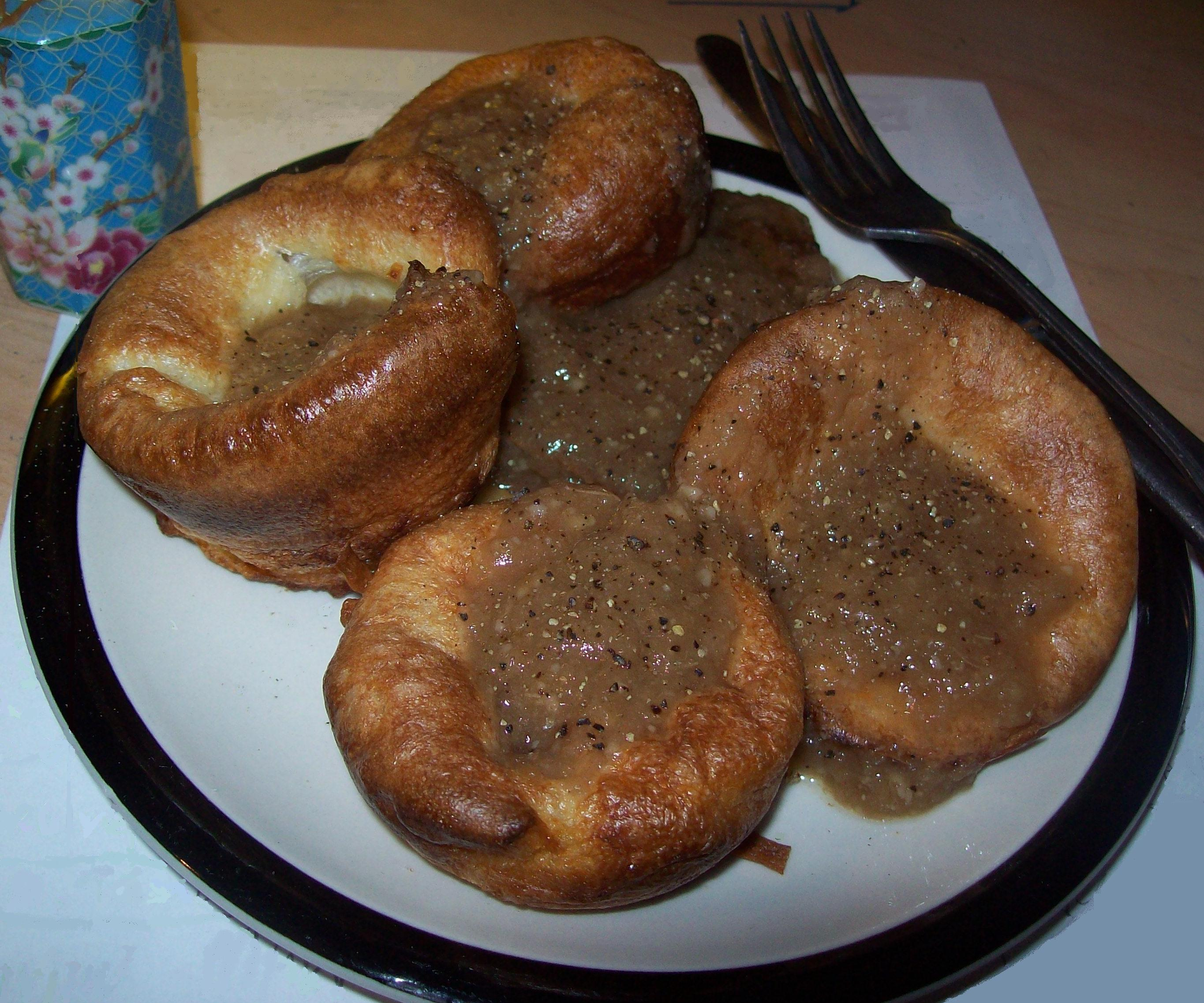
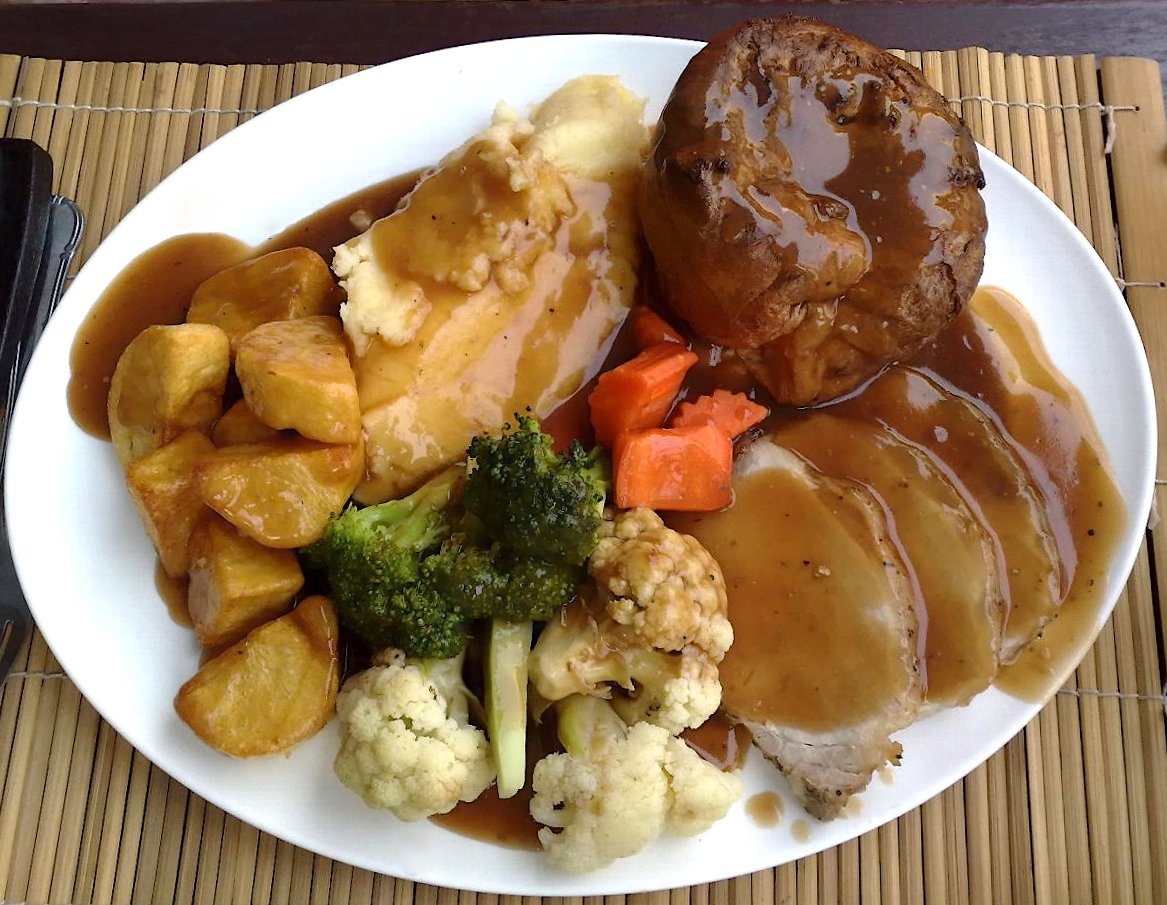